# Edward Lanota
Edward Lanota, właśc. Edward Landes, ps. „Zub”, „Edward” (ur. 26 listopada 1905 w Czerniowcach, zm. 26 sierpnia 1944 w Warszawie) – polski działacz komunistyczny, szef sztabu dowództwa Armii Ludowej (AL) w czasie powstania warszawskiego.

## Życiorys

### Młodość
Urodzony w rodzinie żydowskiej, jako syn aptekarza Zygmunta Landesa i Jadwigi z d. Trachtenherz. W 1923 r. ukończył gimnazjum i rozpoczął studia na Wydziale Rolniczo-Lasowym Politechniki we Lwowie. W 1924 r. wstąpił do Komunistycznej Partii Zachodniej Ukrainy (KPZU). Od października 1925 r. studiował na Wydziale Rolniczym UJ w Krakowie, gdzie w  styczniu 1928 r. uzyskał dyplom inżyniera-rolnika. W roku akademickim 1926/1927 był prezesem Związku Niezależnej Młodzieży Socjalistycznej „Życie” w Krakowie. Jednocześnie wchodził w skład Komitetu Okręgowego (KO) Związku Młodzieży Komunistycznej (ZMK) w Polsce, kierując pracami Wydziału Szkolnego. Ponadto był członkiem KO Międzynarodowej Organizacji Pomocy Rewolucjonistom (MOPR) na terenie Krakowa. Od 1927 r. działał jako funkcjonariusz Komunistycznej Partii Polski (KPP).

### Początki pracy w polityce
Po ukończeniu studiów przybył do Przemyśla, gdzie z ramienia KPP rozpoczął legalną działalność w PPS-Lewicy i w miejscowym oddziale lwowskiego „Życia”. 18 grudnia 1927, jako delegat z Przemyśla, wziął udział w Krajowej Konferencji PPS-Lewicy w Krakowie, na której wybrano go do Głównej Komisji Rewizyjnej. Na przełomie lutego i marca 1928 w czasie kampanii wyborczej do Sejmu na terenie Przemyśla utrzymywał kontakt z Selrobem-Lewicą, ukraińską organizacją rewolucyjną. Został wtedy na krótko zatrzymany przez policję.
Od maja do sierpnia 1928 był sekretarzem KO PPS-Lewicy w Przemyślu. W tym czasie organizował sieć komórek partyjnych m.in. w Borysławiu, Drohobyczu i Truskawcu. Po masowych aresztowaniach w jesieni 1928 wśród aktywu kierowniczego KPZU został oddelegowany przez KPP do pracy nad odbudową organizacji KPZU na terenie Małopolski Wschodniej. Od grudnia 1928 do lutego 1929 przebywał we Lwowie. Formalnie starał się o przyjęcie na Wydział Prawa Uniwersytetu Jana Kazimierza we Lwowie, pracując jednocześnie nad rozprawą ekonomiczną o przemyśle naftowym; faktycznie wchodził wtedy w skład tzw. Prowizorium Sekretariatu KPZU. Od marca 1929 sprawował przez kilka miesięcy funkcję sekretarza KO KPZU w Chełmie. Latem 1929 wziął udział w naradzie sekretarzy okręgowych KPZU w pobliżu Jaremcza. Później skierowano go do pracy partyjnej w Kałuszu. Przez rok 1930 i pierwszą połowę 1931 przebywał u rodziny w Przemyślu; zmienił wówczas nazwisko z Landes na Lanota.

### Areszt
4 września 1930 został aresztowany i osadzony w więzieniu w Samborze. Po miesiącu wypuszczono go za kaucją na wolność. 22 czerwca 1931 aresztowano go ponownie we Lwowie. I tym razem po kilku przesłuchaniach został zwolniony z aresztu. W drugiej połowie 1931 opuścił Przemyśl i wjechał do Gdańska, dokąd wcześniej przenieśli się jego rodzice. W Gdańsku utrzymywał kontakty z miejscową organizacją Komunistycznej Partii Niemiec. Władze policyjne, po zdobyciu kolejnego materiału dowodowego, rozesłały za nim w kwietniu 1933 r. listy gończe. W tym czasie Lanota przebywał w Warszawie. 23 maja 1933 został osadzony w więzieniu centralnym przy ul. Daniłowiczowskiej w Warszawie, skąd po kilku tygodniach przewieziono go do więzienia mokotowskiego. W kwietniu 1934 został uniewinniony przez Sąd Okręgowy w Łucku, po czym wyjechał do Gdańska, gdzie przez kilka lat pracował w aptece swego ojca.

### II wojna światowa
W latach 1939–1941 pracował jako chemik we Lwowie. W drugiej połowie 1941 przyjechał do Warszawy. Na początku 1942 wstąpił do PPR. Po aresztowaniu we wrześniu 1942 inżyniera-chemika Ignacego Romanowicza, kierującego pracami laboratorium chemicznego Gwardii Ludowej (GL), Lanota zorganizował nowy, konspiracyjny punkt produkcji chemicznej pod kierownictwem inżyniera Ryszarda Gdulewskiego. W lutym 1943 gestapo zdobyło adres laboratorium, aresztując Lanotę, który mimo zażycia wówczas cyjanku potasu, został odratowany. Po przesłuchaniach w al. Szucha i na Pawiaku został wysłany 25 lutego 1943 z transportem kilkuset więźniów do obozu koncentracyjnego na Majdanku. W okolicach Stoczka wraz z kilkoma więźniami zbiegł z jadącego pociągu.
Po powrocie do Warszawy podjął na nowo działalność w GL, urządził nowe laboratorium chemiczne, którym przez pewien czas kierował; współpracował też z Wydziałem zaopatrzenia Sztabu Głównego GL. Ukrywał się m.in. w domu przy ul. Kaliskiej 17. W 1944 został dowódcą tzw. Specgrupy i oficerem sztabu Okręgu Warszawskiego AL w stopniu kapitana. Zginął podczas powstania warszawskiego, 26 sierpnia 1944, w zbombardowanej przez Niemców kamienicy Łyszkiewicza przy ul. Freta 16.
Pośmiertnie został awansowany do stopnia majora i uchwałą KRN z 25 marca 1945 odznaczony Orderem Krzyża Grunwaldu II Klasy.

## Życie prywatne i upamiętnienie
Mąż Anny z d. Rottenberg (1915–2008), redaktor naczelnej tygodnika „Przyjaciółka”, z którą miał córkę Małgorzatę, urodzoną w 1945 już po jego śmierci.
Do 2008 był patronem jednej z ulic w gdyńskim Redłowie.